# Julian Królikowski

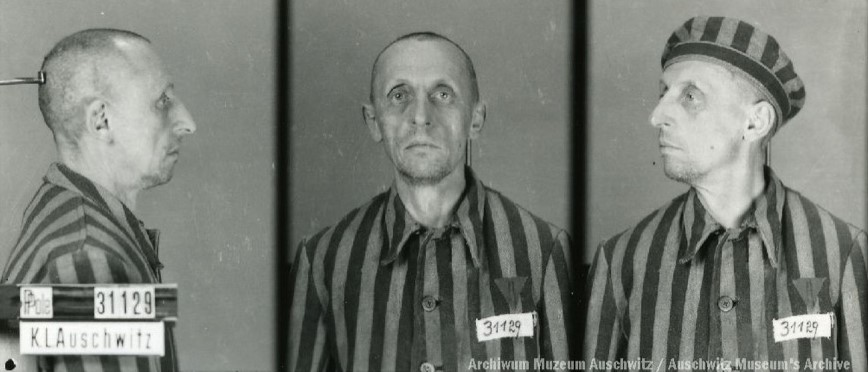
Julian Królikowski jako więzień KL Auschwitz

Julian Józef Królikowski (ur. 16 lutego 1887 w Sosnowcu, zm. 18 sierpnia 1942 w KL Auschwitz) – podpułkownik piechoty Wojska Polskiego, działacz niepodległościowy, kawaler Orderu Virtuti Militari.

## Życiorys
Urodził się 16 lutego 1887 w Sosnowcu, w rodzinie Franciszka i Marii z Kazaneckich.
Po odzyskaniu przez Polskę niepodległości w listopadzie 1918 wstąpił do Wojska Polskiego. Wziął udział w wojnie polsko-bolszewickiej w szeregach 40 pułku piechoty. 19 sierpnia 1920 został zatwierdzony z dniem 1 kwietnia 1920 w stopniu kapitana, w piechocie, w grupie oficerów byłych Korpusów Wschodnich i byłej armii rosyjskiej. Za swoje czyny wojenne otrzymał Order Virtuti Militari. 
1 czerwca 1921 pełnił służbę w Oddziale V Sztabu Ministerstwa Spraw Wojskowych, a jego oddziałem macierzystym był 40 pp we Lwowie. 3 maja 1922 został zweryfikowany w stopniu majora ze starszeństwem od 1 czerwca 1919 i 488. lokatą w korpusie oficerów piechoty. 10 lipca 1922 został zatwierdzony na stanowisku dowódcy batalionu w 40 pp. W 1923 był dowódcą I batalionu. 3 października 1924 został przeniesiony do Korpusu Ochrony Pogranicza na stanowisko dowódcy 3 Batalionu Granicznego w Hoszczy. 23 stycznia 1928 awansował na podpułkownika ze starszeństwem z dniem 1 stycznia 1928 i 52. lokatą w korpusie oficerów piechoty. 12 marca 1929 został przeniesiony z KOP do 59 Pułku Piechoty w Inowrocławiu na stanowisko zastępcy dowódcy pułku. Z dniem 31 sierpnia 1935 został przeniesiony w stan spoczynku. Zamieszkał w Warszawie przy ul. Tamka 19 m. 35.
18 kwietnia 1942 przybył do obozu koncentracyjnego Auschwitz, w którym zmarł 18 sierpnia tego roku.
Był żonaty, dzieci nie miał.

## Ordery i odznaczenia
- Krzyż Srebrny Orderu Wojskowego Virtuti Militari nr 983[1] – 22 lutego 1921[19][20][21]
- Krzyż Kawalerski Orderu Odrodzenia Polski – 2 maja 1922[22][20][23]
- Krzyż Walecznych czterokrotnie[20][24]
- Złoty Krzyż Zasługi – 11 listopada 1936 „za zasługi na polu pracy społecznej”[25]
- Medal Niepodległości – 16 marca 1937 „za pracę w dziele odzyskania niepodległości”[26][27]
- Srebrny Krzyż Zasługi – 29 października 1926 „za zasługi położone około zabezpieczenia granic Państwa”[28][11]
- Medal Pamiątkowy za Wojnę 1918–1921[29]
- Medal Dziesięciolecia Odzyskanej Niepodległości[29]
- Odznaka Pamiątkowa Więźniów Ideowych[30]
- Odznaka za Rany i Kontuzje z trzema gwiazdkami[29]
- Medal Zwycięstwa[11]